# Gunnar Torgils
Anders Gunnar Torgils, född 7 oktober 1927 i Våmhus, död 6 januari 2003, var en svensk jurist som var lagman i Mora tingsrätt från 1973 till 1992.
Torgils blev juris kandidat vid Uppsala universitet 1954 och genomförde tingstjänstgöring 1955–1957 innan han blev fiskal vid Göta hovrätt 1958. Han var sakkunnig på Kommunikationsdepartementet 1966–1973 och var lagman i Mora tingsrätt 1973–1992.
Torgils var son till landsfiskal Anders Torgils och han maka Anna, född Arw. Han var gift från 1953 med Karin, född Rytter 1930.